# Urceolella arundinis
Urceolella arundinis är en svampart som först beskrevs av Elias Fries, och fick sitt nu gällande namn av Jean Louis Emile Boudier 1907. Urceolella arundinis ingår i släktet Urceolella och familjen Hyaloscyphaceae.   Inga underarter finns listade i Catalogue of Life.